# Studium wykonalności
Studium wykonalności (ang. feasibility study) – oznacza ocenę i analizę potencjału projektu, która ma wesprzeć proces decyzyjny poprzez obiektywne i racjonalne określenie jego mocnych i słabych stron oraz możliwości i zagrożeń z nim związanych, zasobów, jakie będą niezbędne do realizacji projektu, oraz ocenę szans jego powodzenia.
Składa się z analizy rynku, analizy ekonomicznej, analizy technicznej, strategicznej.
Marketing zajmuje się badaniem generowanych pomysłów o potrzebach konsumentów, które są postrzegane w pierwszym etapie procesu tworzenia nowych koncepcji usług lub alternatywnych produktów. Dobrze rokujące powstałe koncepcje są poddane badaniom pod względem wykonalności, które zawierają kilkanaście rodzajów analiz, począwszy od analizy rynkowej. Większość firm posiada kadrę analityków rynkowych, którzy tworzą i oceniają badania konsumenckie, wywiady, grupy docelowe, testy rynkowe. Analiza rynkowa ocenia czy jest wystarczający popyt dla proponowanego produktu, czy inwestować w dalszy rozwój.
Jeśli potencjalny popyt istnieje kolejnym etapem jest analiza ekonomiczna, która oszacowuje koszty produkcji i rozwoju, jak również porównuje je z przewidzianą ilością sprzedaży. Zakres cenowy dla danego produktu jest kompatybilny z segmentem rynku (wyodrębnioną grupą ludzi). Techniki ilościowe jak analiza kosztu/korzyści, teoria decyzyjna, wartość bieżąca netto, lub wewnętrzna stopa zwrotu są powszechnie używane, by ocenić potencjalny zysk z projektu. Firma oszacowuje ryzyko przedsięwzięcia inwestycji w nowy produkt oraz czy jest w stanie ponieść koszty ryzyka.
Wykaz wykonania jest napisany dla koncepcji produktu, po przejściu przez analizę wykonalności, zawiera opis funkcji produktu – co to jest, jak produkt powinien zaspokajać potrzeby konsumentów.